# Noche y día
Noche y día é uma telenovela argentina produzida pela Pol-ka Producciones e exibida pelo Canal 13, cujo início ocorreu em 17 de novembro de 2014.

## Elenco
- Facundo Arana como Victorio "Vico" Villa
- Romina Gaetani como Paula Pico
- Oscar Martínez como Guillermo Inchausti
- Eleonora Wexler como Martina Mendoza
- Gabriel Corrado como Federico Castro
- Gabriel Goity como Paco Longo
- Eugenia Tobal como Barbara Díaz
- Favio Posca como Robert Berardi
- Marina Bellati como Evangelina Cisneros
- Brenda Gandini como Lucila Villa
- Victorio D'Alessandro como Joaquín Agüero
- Gastón Soffritti como Benjamín Liberman
- Manuela Pal como Gisella Villa
- Candela Vetrano como Milagros "Mili" Villa
- Coraje Ábalos como Gastón Santucho
- Martín Slipak como Sebastián Inchausti
- Rodrigo Noya como Nicolas